# Аэн
Аэ́н (фр. Ahun, окс. Aiun) — коммуна во Франции, находится в регионе Лимузен. Департамент коммуны — Крёз. Входит в состав кантона Аэн. Округ коммуны — Гере.
Код INSEE коммуны — 23001.

## Население
Население коммуны на 2010 год составляло 1590 человек.
| 1962 | 1968 | 1975 | 1982 | 1990 | 1999 | 2010 |
| ---- | ---- | ---- | ---- | ---- | ---- | ---- |
| 1491 | 1623 | 1605 | 1529 | 1481 | 1501 | 1590 |

## Экономика
В 2010 году среди 1030 человек трудоспособного возраста (15—64 лет) 657 были экономически активными, 373 — неактивными (показатель активности — 63,8 %, в 1999 году было 65,7 %). Из 657 активных жителей работали 581 человек (303 мужчины и 278 женщин), безработных было 76 (35 мужчин и 41 женщина). Среди 373 неактивных 204 человека были учениками или студентами, 97 — пенсионерами, 72 были неактивными по другим причинам.

## Знаменитые жители
- Сильван Аэнский — убит 16 октября 407 года